# اسکارلت و دیگر داستان‌ها
| بررسی انتقادی | بررسی انتقادی |
| منبع          | رتبه‌بندی      |
| ------------- | ------------- |
| آل‌موزیک       | [ ۱ ]         |
| رکورد میرور   | [ ۲ ]         |

اسکارلت و دیگر داستان‌ها (به انگلیسی: Scarlet and Other Stories) دومین آلبوم استودیویی از آل ابات ایو می‌باشد. اسکارلت و دیگر داستان‌ها هم از لحاظ لحن و هم نظر غنایی از نخستین آلبوم استودیویی این گروه که همه‌چیز دربارهٔ ایو (۱۹۸۸) نام داشت، تاریک و تیره‌تر می‌باشد. رابطهٔ میان خوانندهٔ اصلی گروه جولین ریگان و گیتارزن تیم بریکنو طی تهیه و ضبط این آلبوم شکرآب شد و ریگان مدتی بعد می‌گفت هیچ‌گاه در طول زندگی خود به‌اندازهٔ دورهٔ ساخت این آلبوم گریه نکرده بوده‌است.